# Die Kinder der toten Stadt
Die Kinder der toten Stadt mit dem Untertitel Musikdrama gegen das Vergessen ist ein Musiktheaterstück. Es erzählt eine Episode aus dem Ghetto Theresienstadt, bei der vor allem Kinder im Zentrum des Geschehens stehen. Das Werk wurde am 23. Juni 2018, dem Tag, an dem sich 1944 die Geschehnisse abspielten, auf denen die Geschichte basiert, als Musik-Hörspiel und Album veröffentlicht.
Der Komponist ist Lars Hesse, der Autor Thomas Auerswald. Das Projekt wurde von Sarah Kass geleitet. Über das Deutsche Institut für Erinnerungskultur steht allen Schulen, die das Stück aufführen wollen, pädagogisches Begleitmaterial, Text und Noten zur Verfügung. Schirmherrin des Projekts ist die Schauspielerin Iris Berben.

## Historische Hintergründe
In Theresienstadt entstand am 24. November 1941 das Ghetto Theresienstadt als Zwischen- und Durchgangslager, in dem zunächst die jüdische Bevölkerung des damaligen Protektorats Böhmen und Mähren und ab 1942 auch deutsche und österreichische Juden untergebracht wurden, bevor sie in Vernichtungslager im Osten, hauptsächlich nach Auschwitz-Birkenau, deportiert wurden.
Es waren etwa 15.000 Kinder in Theresienstadt, die vor der Deportation noch keine 15 Jahre alt waren. Andere Quellen, darunter Miroslav Kárný, sprechen von 9.000 Kindern. Die Kinder, die bis zum Schluss in Theresienstadt blieben, sind hier nicht inbegriffen. Die meisten von ihnen wurden in Auschwitz ermordet, 400 starben in Theresienstadt. Von den Transporten kehrten nach bisherigen Untersuchungen nur ca. 245 Kinder zurück. 1569 Kinder wurden nach der Befreiung des Ghettos gerettet.

## Erzählung
Die Kinder der toten Stadt erzählt allegorisch von den gefangenen Kindern von Theresienstadt, ihrem Leben dort und ihrer Ermordung in den NS-Todeslagern. Die wahre Begebenheit, die dem Stück zugrunde liegt, basiert auf den letzten Tagen des Komponisten Hans Krása, der 1942 nach Theresienstadt gebracht wurde und dort den Befehl erhielt, seine Kinderoper Brundibár mit den gefangenen Kindern einzustudieren und aufzuführen.
Zum einen täuschte man mit kulturellen Ereignissen in der Stadt ausländischen Beobachtern vor, dass es der jüdischen Stadtbevölkerung gut ginge und es ihr an nichts fehle. Zum anderen plante man eine Dokumentation über das Leben in Theresienstadt, um diesen Eindruck auch mit Hilfe des Mediums Film zu vermitteln. Nach den Aufnahmen für einen Propagandafilm, der neben vielen Szenen eines vorgeblich angenehmen Lebens in Theresienstadt die Aufführung der Kinderoper und andere musikalische Darbietungen in Szene setzte, wurden fast alle Mitwirkenden ermordet: die Kinder, der Komponist und auch der Spielleiter der Filmdokumentation, Kurt Gerron.

## Theaterstück
Das Theaterstück umfasst 36 Musiknummern und ist in fünf Akte sowie Prolog und Epilog gegliedert. Musikalisch handelt es sich um eine durchkomponierte Großform aus Rock-, Klezmer- und symphonischer Musik. Die Besonderheit bei den darstellenden Figuren ist ihre Zuordnung in Sing- und Sprechstimmen. Das Konzept gibt vor, dass die Darsteller der sieben jugendlichen Hauptrollen sowie der Kinderchor mit Sängern besetzt werden. Die gefangenen Erwachsenen, also jene Menschen, die sich über die Hoffnungslosigkeit ihrer Lage durchaus im Klaren sind, haben hingegen lediglich Sprechstimmen. Die Soldaten, Wächter und NS-Figuren sind durchweg stumm und agieren pantomimisch.
Einige Texte der Lieder, mit denen sich die sieben Kinder in den Hauptrollen vorstellen, sind inspiriert von überlieferten Originalgedichten der Kinder, die tatsächlich in Theresienstadt gelebt haben. Die neu erfundene Kinderfabel Der Fuchs, die im dritten Akt als „Stück im Stück“ geprobt wird, ist eine Reminiszenz an Hans Krásas Kinderoper Brundibár, die, auch wenn sie sich davon inspiriert zeigt, textlich und musikalisch andere Wege geht. Formal ist das Theaterstück in zwei Spielebenen unterteilt: in das reale Geschehen in der Stadt und in die überhöhte Ebene des Erzählers, der sich von Akt zu Akt mit einem stetig wachsenden Kinderchor an seiner Seite zeigt.
Am 5. April 2019 erfolgte die Uraufführung des Musikdramas am Papageno Musiktheater in Frankfurt am Main. Die Inszenierung stammt von Hans-Dieter Maienschein und seinem Sohn Niklas. Schirmherrin ist auch Iris Berben. Das Stück wurde zwölfmal in Frankfurt aufgeführt. Die ausverkaufte Dernière fand am 25. Januar 2020 statt. Im Februar hatte eine weitere Inszenierung unter der Regie von Henner Kallmeyer in Bad Sassendorf Premiere. Diese Inszenierung wurde viermal gespielt; es war die erste Aufführung des Stücks in Kooperation mit Schulen. Im April 2024 wurde das Stück am Gymnasium St. Xaver in Bad Driburg unter der Leitung von Frank Kieseheuer zum ersten Mal in voller Länge aufgeführt.

## Handlung
1. Akt
Es ist ein dunkler Morgen. Ein einsames Licht bescheint den Platz vor einem Haus. Ein kleines Mädchen, Lisa, kommt aus dem Haus und macht sich auf den Weg zur Schule. Michael und Lea, ebenfalls auf dem Weg zur Schule, spielen das Kreiselspiel, nach dessen Regeln man „tot“ ist, sobald der Kreisel aufhört, sich zu drehen. Das makabere Spiel wird von Alberts Lied übertroffen, das davon handelt, dass einzig der Tod niemals müde wird – während sich zugleich die gefangenen Erwachsenen auf den Weg zum Arbeitsdienst machen. Albert trifft auf Hannah, die im Unterschied zu ihm noch einen Funken Hoffnung in sich hat. Doch da marschieren Soldaten auf. Brutal. Gewaltbereit. Ein Zug rauscht heran. Die Kinder springen zur Seite. Soldaten holen Leute aus den Zugwaggons. Mitten unter ihnen ist ein kleines Mädchen: Dana, das von Hannah und den anderen zur Seite gezogen und in Sicherheit gebracht wird.
2. Akt
Im Büro des Kommandanten. Die Soldaten gehen nach Belieben mit den Gefangenen um. Der Kommandant hat den Komponisten herbeizitiert. Er gibt pantomimisch seine brutalen Befehle. Der Komponist interpretiert sie allerdings so, wie er sie verstehen möchte: als Hoffnung. Die Befehle sagen ihm, er solle die Kinder des Lagers für die Aufführung einer Oper anleiten, die man für eine Filmdokumentation über das „angenehme Leben“ im Lager aufnehmen möchte. Der Kommandant gibt dem Komponisten sieben Tage Zeit. Der Komponist verlässt das Büro und berichtet seiner Frau davon. Seine Frau unterstützt ihn in der Annahme, damit vielleicht die Kinder zu retten. Doch später gesteht sie sich selbst ein, dass sie Angst davor hat, so viel realistischer zu sein als ihr Mann.
3. Akt
Der Komponist unterrichtet die Kinder des Chores und die Klavierspielerin darüber, dass ihnen befohlen wurde, sein Theaterstück aufzuführen. Ein Theaterstück, das sogar Teil eines Films werden soll. Alle sind ganz aufgeregt. Zwischen Hannah und Albert entspinnt sich ein schüchterner Flirt – zumal die beiden auch in der Oper als Hauptrollen besetzt werden. Die kleineren Kinder entfliehen bei den Proben in Traumwelten, was für die Musik ein wichtiger Katalysator ist. Argwöhnisch beobachtet wird das ganze Geschehen von Benjamin, der meist in einer Ecke sitzen bleibt. Benjamin hat Dinge erlebt, vor denen die anderen Kinder bislang verschont blieben. Die Proben werden immer perfekter, alle freuen sich, es wird viel gelacht. Nur der große abschließende Kinderchor, das Herzstück der Oper, will nicht so recht gelingen.
4. Akt
Unter die Soldaten mischen sich Filmleute. Der Kommandant ordnet an, dass die Gefangenen das Lager „freundlicher“ zu gestalten haben. Später am Abend: Hannah und Albert kommen sich auf einem Dachboden näher. Albert berichtet Hannah, dass er einen Weg gefunden hat, zu fliehen und will sie überzeugen, mit ihm zu kommen. Doch sie kann es nicht tun, denn sie hat die Verantwortung für die kleineren Kinder übernommen und setzt alle Hoffnung in die Aufführung und den Besuch der Diplomaten. Albert flieht, wird entdeckt und ermordet.
5. Akt
Der Kommandeur eröffnet die Vorstellung der Oper für die Besucher. Die Gäste treffen ein. Die Kinder treten auf – und dieses Mal gelingt der große Schlusschor. Es gibt Applaus von den Besuchern. Sogar der Kommandant ist ergriffen. Er führt seine Gäste hinaus. Das Filmteam baut die Kameras ab. Plötzlich und ohne Vorwarnung führen die Soldaten alle Anwesenden ab. Der Akt endet mit den ins Dunkle davon ziehenden Kindern. Ein Epilog beendet das Stück.

## Mitwirkende
Autoren
- Sarah Kass, Idee, Projektleitung und pädagogisches Konzept
- Lars Hesse, Musik und Arrangement
- Thomas Auerswald, Buch und Liedtexte

Darsteller der Hörspiel- und Albumproduktion
- Jade Schulz | Hannah
- Michael Schulte | Albert
- Peter Heppner | Der Komponist
- Iris Berben | Die Frau des Komponisten
- Esther Bejarano | Die Pianistin
- Willi Hagemeier | Der Erzähler
- Cornelia Schönwald | Die Lehrerin
- Nicole Frolov | Lea
- Nils Dahl | Michael
- Lisa Kirchberg | Lisa
- Marlene Kirchberg | Dana
- Hendrik Weßler | Benjamin
- Paderborner Domchor
- und Chor der Mädchenkantorei | Chor der Kinder
- Ben Pleininger | 1. Freund
- Christian Frölich | 2. Freund
- Christoph Brumby | 3. Freund
- Sarah Geburzi | 1. Mädchen
- Lucia Geringswald | 2. Mädchen
- Jan Westphal | 1. Junge
- Gereon Hartmann | 2. Junge
- Fabiana Förch | Special Artist

Musiker der Hörspiel- und Albumproduktion (Auswahl)
- Lars Hesse | Piano, Flügel, Keyboards, Programming
- David Janus | Gitarren
- Ulrich Bannenberg | Gitarren und Schlagzeug
- Maurice Stute | Gitarren
- Simon Horn | Bass, Kontrabass
- Igor Epstein | Solo-Violine
- Anna Gertsel | Erste Violine
- Eryu Feng | Zweite Violine
- Fariza Mukhamediyarova | Viola
- Ana Percevic | Cello
- Michał Ciesielski | Saxofon, Klarinette
- Dawid Lipka | Trompete
- Marek Romanowski | Posaune, Flügelhorn
- Tonstudio | LAVA Studios, Paderborn

Weitere Mitwirkende
- David Janus, Mix, Mastering
- Thomas Auerswald, Regie
- Lars Hesse, Musikalische Leitung
- Thomas Berning, Domkapellmeister, Leiter Paderborner Domchor
- Gabriele Sichler-Karle, Domkantorin, Leiterin Paderborner Mädchenkantorei
- Gideon Greif, Historische Beratung

## Veröffentlichungen
Album
- Die Kinder der toten Stadt (22. Juni 2018)[4]

Singles
- Jade Schulz – Tränen wisch ich später weg (8. Juni 2018)[5]
- Peter Heppner & Jade Schulz / Michael Schulte – Immer noch derselbe Himmel / Allein (9. November 2018)[6]
- Jade Schulz & Michael Schulte – Der Tod wird niemals Müde/Nur ein Traum (19. Januar 2020)[7]

## Rezeption
Beeinflusst von diesem Musiktheaterstück schrieb Peter Heppner gemeinsam mit Dirk Riegner das Lied Theresienstadt: Hinter der Mauer. Inhaltlich habe er hierbei versucht, sich in die Situation zu versetzen. Was würde er sagen, wenn er ein Kind dieser „Toten Stadt“ gewesen wäre? Das Stück erschien im September 2018 auf seinem dritten Studioalbum Confessions & Doubts
Die Hörspielversion von Die Kinder der toten Stadt wurde positiv besprochen. „Die Produktion überzeugt nicht nur durch seine Geschichte, sondern hat auch musikalisch viele Höhepunkte zu bieten. Die Texte und Kompositionen sind äußerst sensibel, aber trotzdem eindringlich.“.
Auch die Uraufführung erhielt gute Rezensionen: „Ist ein musicalartiges Theaterspiel die richtige Form, um sich mit den Verbrechen der Nazis auseinanderzusetzen, mag man fragen. Die Antwort lautet: Ja! Weil die von Hans-Dieter und Niklas Maienschein inszenierte Geschichte, in der die Hauptrollen von Kindern und Jugendlichen besetzt sind, keine Distanz zulässt: Das Grauen ergreift Besitz vom Zuschauer. (…) Dass diese 90 Minuten an Intensität kaum zu überbieten sind, ist auch der Verdienst eines starken Kinderchors und der sechs brillanten Hauptdarsteller.“ (Offenbach Post)
„Das ist ein ernstes, schweres Thema, und tatsächlich möchte Intendant Hans-Dieter Maienschein sein Publikum mit diesem Stück nicht unterhalten, an dessen Uraufführung er sich als Regisseur – erstmals gemeinsam mit seinem Sohn Niklas – zum Glück und zu Recht gewagt hat. [...] Filip Niewiadomski als Benjamin, Julian Winkelmann als Michael, Lia Winkelmann als Lisa und Frida Killmer in der Rolle der Dana verleihen den von ihnen dargestellten Kindern und Jugendlichen wunderbar und mitreißend Freude, Sehnsucht und Hoffnung.“ (FAZ)
Das Land Nordrhein-Westfalen und dessen Antisemitismusbeauftragte Sabine Leutheusser-Schnarrenberger empfehlen das Stück für Schulen. Auch der Bildungsserver des Landes Mecklenburg-Vorpommern bietet Unterstützung bei der Umsetzung an.
International unterstützt das Institut für Holocaust Education des österreichischen Bundesministeriums für Bildung, Wissenschaft und Forschung (BMBWF) das Projekt. Die National Jewish Theater Foundation in Miami hat das Musiktheaterstück in den Holocaust Theater Catalog aufgenommen.